# Tofieldiaceae
Tofieldiaceae é uma família de plantas com flor, monocotiledôneas, da ordem Alismatales. São pequenas ervas com flores geralmente brancas ou amarelas distribuídas em um racemo. Essas plantas existem majoritariamente no Hemisfério Norte, mas algumas espécies também ocorrem na região norte da América do Sul .

## Diversidade taxonômica
A família inclui aproximadamente 30 espécies aceitas, estando estas distribuídas em quatro gêneros - Harperocallis McDaniel, Pleea Michx., Tofieldia Huds. e Triantha (Nutt.) Baker.

## Relações filogenéticas
A filogenia abaixo foi construída com base em um artigo de circunscrição da família publicado 2011.

|  | Harperocallis                                          |
|  |                                                        |
|  | \| \| Triantha \| \| \| \| \| \| Tofieldia \| \| \| \| |
|  |                                                        |
|  | Triantha                                               |
|  |                                                        |
|  | Tofieldia                                              |
|  |                                                        |

|  | Triantha  |
|  |           |
|  | Tofieldia |
|  |           |

|  | Harperocallis                                          |
|  |                                                        |
|  | \| \| Triantha \| \| \| \| \| \| Tofieldia \| \| \| \| |
|  |                                                        |
|  | Triantha                                               |
|  |                                                        |
|  | Tofieldia                                              |
|  |                                                        |

|  | Triantha  |
|  |           |
|  | Tofieldia |
|  |           |

## Distribuição
Apenas um dos quatro gêneros de Tofieldiaceae tem ocorrência confirmada no Brasil. Harperocallis agrupa quatro espécies nativas não-endêmicas do Brasil, que ocorrem apenas na região Norte. Estas espécies são encontradas na Floresta Amazônica, dos estados de Amazonas e Roraima, sendo elas:
- Harperocallis neblinae (Steyerm. ex L.M.Campb.) L.M.Campb. & Dorr
- Harperocallis paniculata (L.M.Campb.) L.M.Campb. & Dorr
- Harperocallis penduliflora (L.M.Campb.) L.M.Campb. & Dorr
- Harperocallis schomburgkiana (Oliv.) L.M.Campb. & Dorr

## Etimologia
O nome Tofieldia foi dado ao gênero-tipo por William Hudson (1730-1793), sendo esta uma homenagem ao botânico britânico Thomas Tofield (1730–1779).

## Descrição

### Morfologia
Possuem folhas equitantes (dísticas e sobrepostas), isobilaterais, sustentadas por um caule do tipo rizoma com raízes fibrosas e grossas.

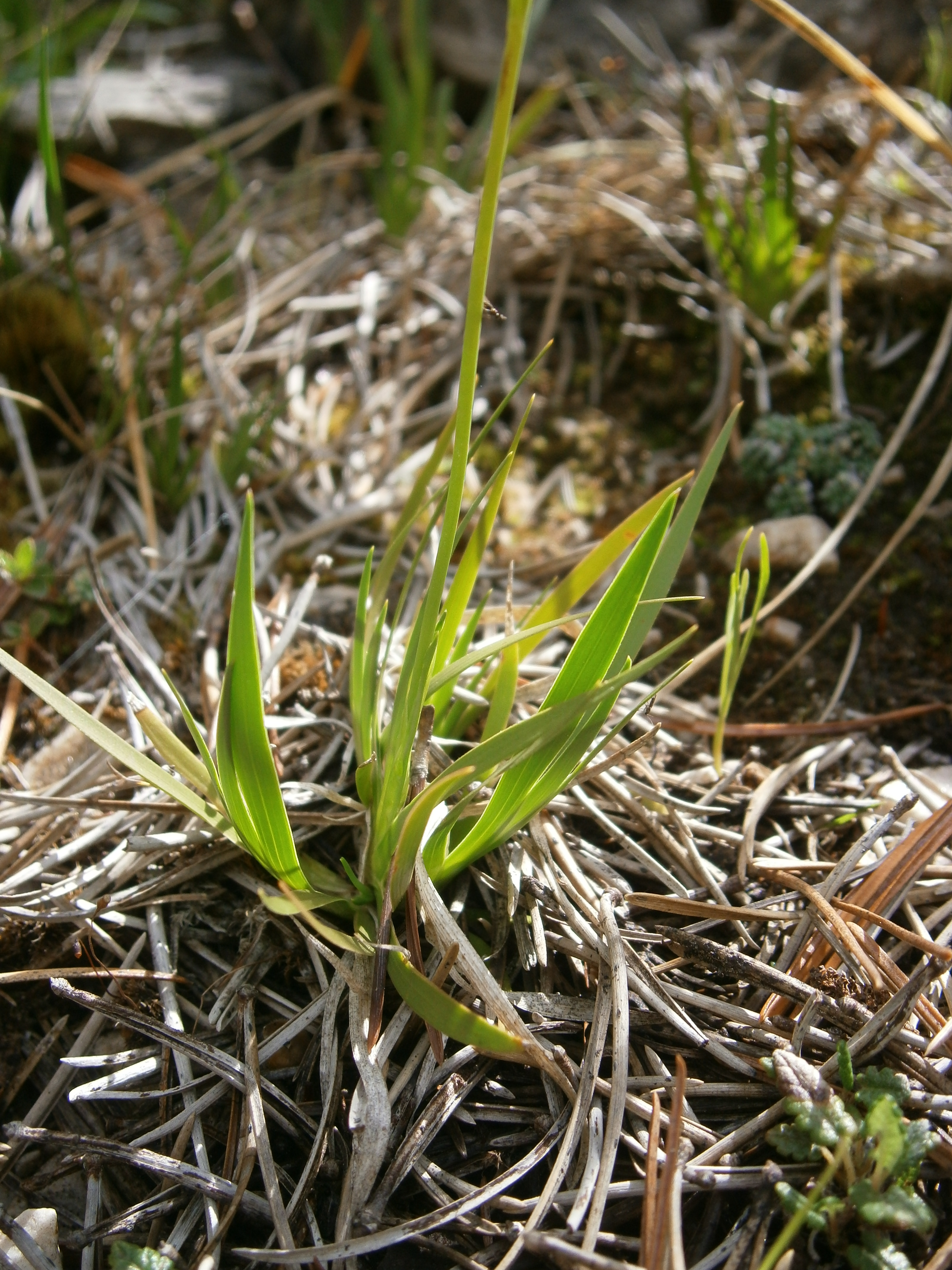
Tofieldia calyculata. Uma espécie européia.

As inflorescências são racemosas com tépalas livres. As flores são bissexuadas, com gineceu que possui os carpelos com estiletes separados, circundados por estames livres.

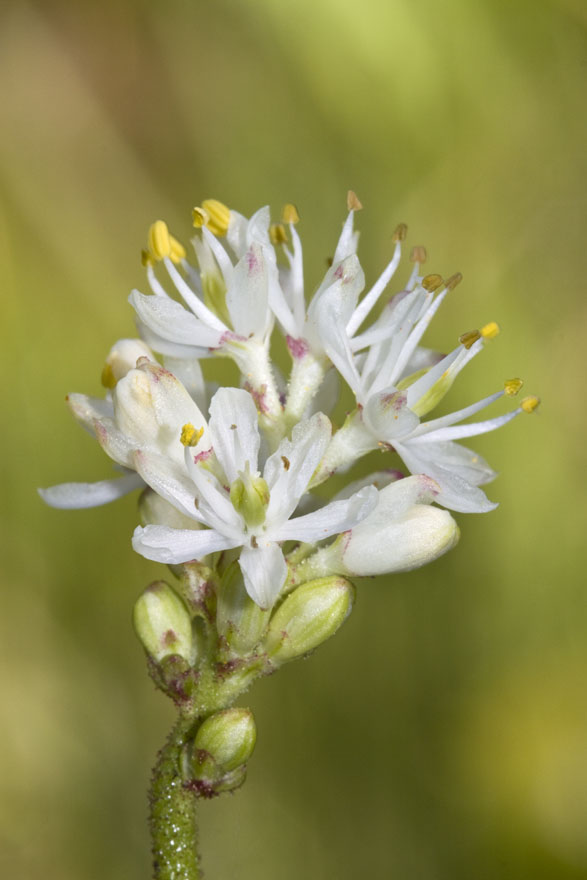
Triantha occidentalis. Conhecida a mais de um século, cientistas descobriram em 2021 que o chamado “asfódelo falso” se trata de uma planta carnívora.

Os frutos são geralmente uma cápsula septicida ou folículo. Estes frutos guardam sementes pequenas (0.6 mm à 3 mm de comprimento), de forma linear ou fusiforme, com ou sem apêndices. O pericarpo pode ser vermelho, marrom-avermelhado ou branco.

### Ecologia
São herbáceas perenes que ocorrem em substrato aquático, rupícola ou terrícola. Em algumas espécies as flores são auto-polinizadas ou polinizadas por insetos, a dispersão das sementes geralmente é curta, provavelmente favorecida pelo vento ou por animais.

### Matéria de Revista
- Revista Superinteressante - Cientistas descobrem que planta já conhecida é, na verdade, carnívora

### Bases de dados
- Harperocallis flava, Pleea tenuifolia, Tofieldia, Triantha  in the Flora of North America
- NCBI Taxonomy Browser
- links at CSDL, Texas